# 二十世紀 FOR THE PEOPLE
『二十世紀 FOR THE PEOPLE』（トニセン フォー ザ ピープル）は、20th Centuryの3rdアルバム。2023年6月14日にMENT RECORDINGから発売された。

## 概要
セカンドアルバムである『! -attention-』から約25年ぶりとなるアルバムである。

## 収録曲

### CD
※シングル曲の詳細はそのページを参照。
1. 恋はこれから [4:21]
作詞・作曲：竹内まりや、編曲：トオミヨウ
  - 5th配信限定シングルの1曲目
2. 風に預けて [4:52]
作詞・作曲：堀部祐介、編曲：グソクムズ
  - 2nd配信限定シングル
3. Flowing day [3:32]
作詞：佐伯youthK、作曲・編曲：junTique
4. Talk about you [3:32]
作詞・作曲・編曲：河村俊秀
5. Oisi- Coisi- [3:08]
作詞・作曲：井ノ原快彦、編曲：久米康隆
  - TBS『トニセンのおいしくロスめし食堂』テーマソング
6. メイプルと君と [4:18]
作詞：井ノ原快彦、作曲・編曲：冨田恵一
  - 4th配信限定シングルの2曲目
7. 夢の島セレナーデ [5:04]
作詞・作曲・編曲：曽我部恵一
  - 1st配信限定シングル
8. どきどきしてる [3:03]
作詞：原田郁子、作曲・編曲：トオミヨウ
9. 水曜日 [4:10]
作詞：川辺素、作曲・編曲：ミツメ
  - 3rd配信限定シングル
10. ツラいチャプター [4:15]
作詞：谷中敦、作曲：川上つよし、編曲：sugarbeans
  - 4th配信限定シングルの1曲目
11. 君の笑顔につられて [4:36]
作詞・作曲：YO-KING、編曲：YO-KING・江沼郁弥
  - 5th配信限定シングルの2曲目
12. あなたと [5:12]
作詞・作曲：山内総一郎、編曲：桑田健吾・山内総一郎
  - 6th配信限定シングル
13. 地球をふりだそう [3:38]
作詞・作曲・編曲：チョモ

### DVD/Blu-ray
※Blu-rayでは各盤のDisc 1にまとめて収録。

#### 初回盤A「20th Century Live tour 2023 〜僕たち20th Centuryです!〜」

##### Disc 1
- 2023.2.2 中野サンプラザ公演映像

1. Running to the top
2. Honey
3. Shelter - 坂本昌行
4. 20th Century デス
5. -MC-
6. 風に預けて
7. Flowing day
8. 夕焼けドロップ - 長野博・井ノ原快彦
9. Talk about you
10. どきどきしてる
11. 雨の日と月曜日には
12. 水曜日
13. 翼の設計図
14. -MC-
15. 素敵な夜
16. red
17. MIRACLE STARTER 〜未来でスノウ・フレークス〜 -V626 ver
18. LADY, LADY, LADY
19. -DANCE INTERLUDE-
20. Precious Love
21. Best Choice
22. オレじゃなきゃ、キミじゃなきゃ
23. ツラいチャプター
24. 恋はこれから

-ENCORE-
1. Can do! Can go!
2. 夢の島セレナーデ
3. 君の笑顔につられて

##### Disc 2
1. LIVE TOUR Behind The Scenes

#### 初回盤B

##### Disc 1
※以下3曲のMusic VideoとBehind The Scnesを収録。
1. 夢の島セレナーデ
2. 水曜日
3. あなたと

##### Disc 2
1. 20th Century Live tour 2023 〜僕たち20th Centuryです!〜 Billboard Live OSAKA Digest映像
  1. Billboard Live OSAKA Behind The Scenes
  2. 会って話を
  3. 季節
  4. MC
  5. Talk about you
  6. 君の笑顔につられて
2. 20th Century Live tour 2023 〜僕たち20th Centuryです!〜 Billboard Live TOKYO Digest映像
  1. Billboard Live TOKYO Behind The Scenes
  2. red
  3. Precious Love
  4. MC
  5. 素敵な夜
  6. 夢の島セレナーデ
  7. Shelter
  8. Billboard Live TOKYO Behind The Scenes
3. Live Movie
  1. 恋はこれから
  2. 君の笑顔につられて
  3. 夢の島セレナーデ

### 特典CD「20th Century Live tour 2023 〜僕たち20th Centuryです!〜」
※通常盤のみ
- 2023.3.16 Billboard Live TOKYO公演LIVE音源

1. 会って話を
  - 13thアルバム「The ONES」通常盤収録曲（V6）
2. 季節
  - 1stアルバム「ROAD」収録曲
3. LOVE SONG
  - 2ndシングル「Precious Love」カップリング
4. Talk about you
5. LADY, LADY, LADY
  - 50thシングル「Super Powers/Right Now」通常盤カップリング（V6）
6. red
  - 35thシングル「スピリット」初回生産限定MUSIC盤特典CD収録曲（V6）
7. SUNDAY, SUNNY DAY
  - DVD「20th Century LIVE TOUR 2008 オレじゃなきゃ、キミじゃなきゃ」初回生産限定盤特典CD収録曲
8. MIRACLE STARTER 〜未来でスノウ・フレークス〜 -V626 ver
  - 1stミニアルバム「GREETING」収録曲のベストアルバムバージョン（V6）
  - 4thベストアルバム「Very6 BEST」通常盤収録曲（V6）
9. Precious Love
  - 2ndシングル
10. 素敵な夜
  - 14thアルバム「STEP」収録曲（V6）
11. オレじゃなきゃ、キミじゃなきゃ
  - 3rdシングル
12. 君の笑顔につられて
13. 夢の島セレナーデ
14. Shelter - 坂本昌行
  - 2ndアルバム「! -attention-」収録曲

### 3形態同時購入特典DVD「20th Century Live tour 2023 〜僕たち20th Centuryです!〜」
※一般店舗・ECサイト購入特典。Blu-rayはなし。
1. ホール公演MC集